# قهوه‌ای نرم‌چشم
پروانه قهوه‌ای نرم‌چشم (نام علمی: Orsotriaena medus) از گونه‌هایی است که در سال ۱۷۷۵ توصیف علمی شد. زیستگاه این پروانه در جنوب آسیا (مثل هند و سری لانکا) و استرالیا می‌باشد.
در قدیم در هند به آن «پروانه کاکاسیاه» می‌گفتند اما به خاطر بار معنایی توهین‌آمیز نژادی این نام، در کتب زیست‌شناسی استرالیایی نام آن به پروانه قوه‌ای نرم‌چشم تغییر یافت.

## زیست‌گاه
سری‌لانکا، بیهار، بنگال غربی، سیکیم، آسام، ناگالند، پنجاب (هند)، اوتار پرادش، میانمار، تایلند، یون‌نان، جزایر آندامان، مالزی، اندونزی، فیلیپین، گینه نو، جزایر نیکوبار و استرالیا زیست‌گاه این گونه می‌باشد.

## ظاهر
بال‌های این پروانه در حالت باز ۴۵ تا ۵۵ میلی متر می‌باشد.

## تخم
تخم‌های این گونه زرد و کروی می‌باشد.

## نگارخانه

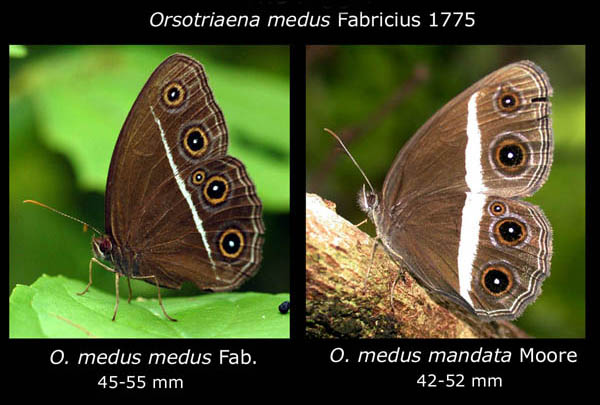
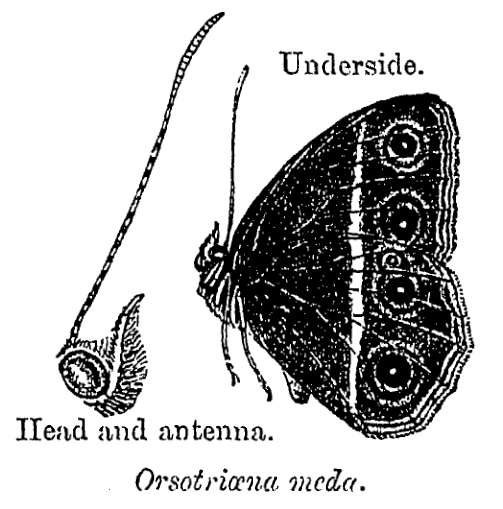
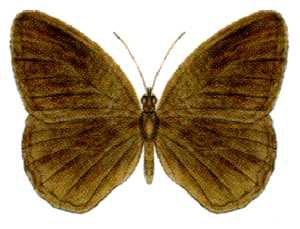
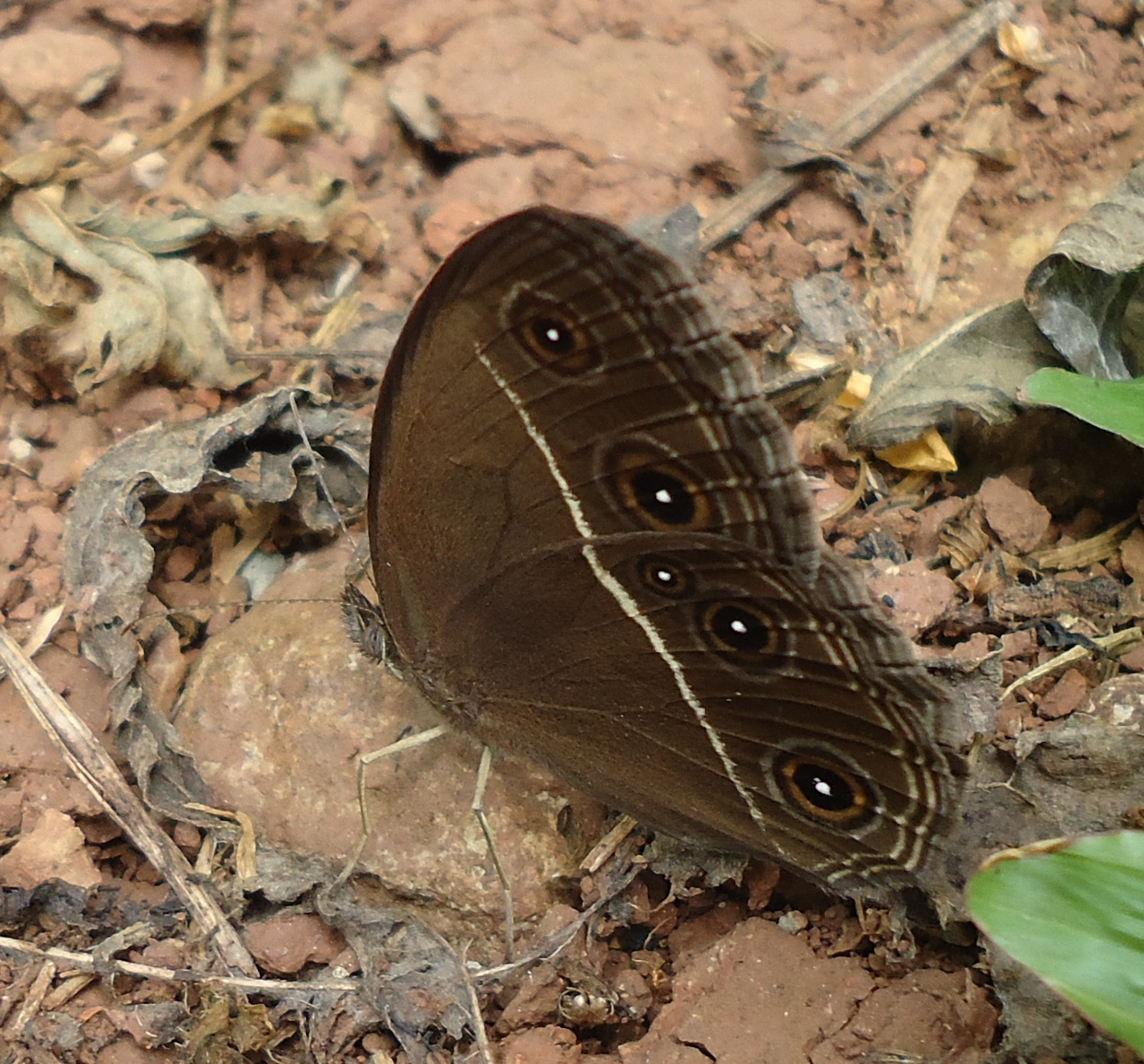